# Freycinetia reineckei
Freycinetia reineckei är en enhjärtbladig växtart som beskrevs av Otto Warburg och Franz Reinecke. Freycinetia reineckei ingår i släktet Freycinetia och familjen Pandanaceae. Inga underarter finns listade.